# ألفرد فون بيرغر
ألفرد فون بيرغر (بالألمانية: Alfred von Berger) (و. 1853 – 1912 م) هو مؤلف، ودرامي ‏ نمساوي، ولد في فيينا، توفي في فيينا، عن عمر يناهز 59 عاماً.